# Grande Prêmio de Affligem
O grande Prêmio de Affligem (em néerlanphone : Grote Prijs Affligem) é uma corrida de ciclismo belga disputada em torno do município de Affligem, na província do Brabante flamenga.

## Palmarés desde 2001
| Ano   | Ganhador              | Segundo            | Terceiro              |
| ----- | --------------------- | ------------------ | --------------------- |
| 2001  | Roy Sentjens          | Rudolf Wentzel     | Mario Raes            |
| 2002  | Peter Schoonjans      | Mario Willems      | Wouter Demeulemeester |
| 2003  | Hans De Meester       | Gordon McCauley    | Danny Van der Massen  |
| 2004  | Wesley Balcaen        | Morten Hegreberg   | Piet Rooijakkers      |
| 2005  | Danny Van der Massen  | Gert Vanderaerden  | Darius Strole         |
| 2006  | Geert Steurs          | Marc Streel        | Tim Meeusen           |
| 2007  | Jean-Marc Bideau      | Alex Coutts        | Kurt Van Goidsenhoven |
| 2008  | Kurt Van Goidsenhoven | Yannick Eijssen    | Daniel Verelst        |
| 2009  | Jérôme Baugnies       | Tom Vermeiren      | Tony Driesen          |
| 2010  | Evert Verbist         | Kenneth Vanbilsen  | Kurt Geysen           |
| 2011  | Timothy Dupont        | Dries Depoorter    | Paavo Paajanen        |
| 2012. | Dimitri Claeys        | Sven Nevens        | Gertjan De Vossas     |
| 2013. | Jérôme Baugnies       | Tommy Baeyens      | Jori Van Steenberghen |
| 2014. | Matthias Allegaert    | Michael Vingerling | Rutger Roelandts      |
| 2015. | Matthias Allegaert    | Kevin Callebaut    | Michael Vingerling    |
| 2016. | Rémy Mertz            | Ward Jaspers       | Glenn Rotty           |
| 2017. | Niels De Rooze        | Jelle Mannaerts    | Davy Commeyne         |
| 2018. | Gianni Comerciante    | Lionel Taminiaux   | Lennert Teugels       |
| 2019. | Fred Wright           | Yarno Vandenbroeck | Tom Van Vuchelen      |